# ナフタレン水嶋
ナフタレン 水嶋（ナフタレン みずしま、2月2日 - ）は、日本の漫画家。北海道出身。血液型はA型。
1998年、『なかよしはるやすみランド』（講談社）に掲載された「ナフタリアン」でデビュー。
代表作は『恋してアラビアータ』『マオマオ』『しゅごキャラちゃん!』など。
主に4コマ漫画とショートギャグを執筆している。

## 主な作品リスト
- ナフタリアン（なかよしはるやすみランド、講談社、1998年）
- ナフナフさん（Amie、講談社）
- 恋してアラビアータ（なかよし、講談社）
- ピコ丸でござる（なかよし）
- マオマオ（まんがタイムきらら、芳文社）
- スチーブンといっしょ♥（まんがタイムきららキャラット、芳文社）
- ぽっちゃりさん いらっしゃ〜い（デザート、講談社）
- このイケメン、ナルにつき…。（なかよしラブリー、講談社）
- しゅごキャラちゃん!（なかよし、原案：PEACH-PIT、講談社）
- なかよし読者コーナー「GO→GO→なかよしチャンネル」（イラスト担当）
- なかよし読者コーナー「なかよしスタジオ」（イラスト担当)

## コミックス
- マオマオ 1（まんがタイムKRコミックス、芳文社） 2005年1月発売
- ぽっちゃりさん いらっしゃ〜い（デザートKC、講談社） 2006年7月13日発売
- しゅごキャラちゃん! 1（なかよしKC、講談社） 2008年12月5日発売
- しゅごキャラちゃん! 2（なかよしKC） 2009年8月6日発売
- しゅごキャラちゃん! 3（なかよしKC） 2010年4月30日発売
- しゅごキャラちゃん! 4（なかよしKC） 2010年12月28日発売